# Elección papal de 1243
Las elecciones papales de 1243 (16 de mayo-25 de junio) eligieron al cardenal Sinibaldo Fieschi de Génova para suceder al papa Celestino IV. El cónclave comenzó después de que la Santa Sede hubiera estado vacante durante 18 meses y seis días, es decir, alrededor del 16 de mayo de 1243. 
Había nueve cardenales presentes. Por lo tanto, se necesitaban seis votos para una elección canónica. Los cardenales tardaron unas cinco semanas en ponerse de acuerdo sobre un candidato aceptable. Fieschi adoptó el nombre de Inocencio IV.

## Elección de 1241
La elección que tuvo lugar cerca de la muerte del papa Gregorio IX el 22 de agosto de 1241 fue particularmente estresante. Hubo operaciones militares, tanto dentro como fuera de la ciudad de Roma, pueblos y propiedades fueron destruidos, güelfos y gibelinos lucharon entre sí, y dos de los cardenales fueron capturados en batalla y hechos prisioneros por el emperador Federico II. Cuando comenzó la reunión electoral, solo participaron diez de los doce cardenales. Los cardenales fueron confinados estrictamente, por orden del senador de Roma, Matteo Rosso Orsini, y durante ese cónclave murió un cardenal. 
Después de siete semanas de negociaciones estancadas en el calor del verano de Roma, los cardenales finalmente lograron producir la mayoría requerida de dos tercios el 25 de octubre para el cardenal Goffredo Castiglione, quien eligió el nombre de Celestino IV. El papa Celestino nunca fue coronado. Se dice también que nunca fue consagrado, lo cual es inútil pues ya era obispo, y que nunca emitió una bula, lo cual es impugnado. Murió, viejo y enfermo, sólo diecisiete días después de su elección, el 10 de noviembre de 1241.
Sería necesario celebrar una segunda elección. Pero, aunque el Papa Celestino fue enterrado al día siguiente de su muerte, según la costumbre, algunos cardenales ya habían abandonado Roma, reacios a soportar la situación de septiembre y octubre. Mateo de París afirma que quedaban «quizás seis, quizás siete» cardenales en Roma, lo que implicaría que uno o dos se habían marchado. Ciertamente, incluye al cardenal Raynaldus dei Conti y al cardenal Sinibaldo Fieschi en la minoría. Mateo también informa que los cardenales que aún permanecían en Roma se escondían con amigos y familiares, algunos de ellos enfermos.

## No hubo elecciones en 1242
El emperador Federico había abandonado los alrededores de Roma en septiembre de 1241, mientras las elecciones aún estaban en curso. Regresó a su palacio de Foggia en octubre. Su tercera esposa, Isabel de Inglaterra, hija del rey Juan Sin Tierra, murió el 1 de diciembre de 1241, y el 12 de febrero (?) de 1242, también murió su hijo, el rey Enrique de Alemania. Pasó todo el año 1242 en el sur de su propio reino, principalmente en Foggia, Capua o Nápoles. No se acercó a Roma ni a los cardenales. Sin embargo, estaba en contacto con los cardenales. En febrero de 1242 envió tres embajadores a Roma, a la Curia Papal, para discutir la paz.
Federico quería que los cardenales se reunieran y eligieran un papa. También les escribió directamente, ofreciéndoles liberar al cardenal Jacobus de Pecorara y al cardenal Oddo de Monferrato si los cardenales procedían a una elección. El Emperador escribió por segunda vez, en mayo, un elaborado ejercicio retórico basado en el topos de la Iglesia como un barco sin timonel y el peligro de naufragio (cisma). Esto era para el público. En julio le siguió otra carta, en la que acusaba más directamente a los cardenales de desviar el rumbo del barco: ¿cómo podían mostrar el camino correcto a quienes se habían desviado de él, si ellos mismos se estaban desviando del rumbo correcto?
En la primavera de 1243, después de una vacante que duró más de quince meses, los cardenales que se habían reunido en Anagni durante ese tiempo escribieron una carta a un prelado inglés, colocando sus nombres en el encabezado:
R[aynaldus] Ostiensis et Velletrensis, J[ohannes] tituli Sanctae Praxedis, S[inibaldus] tituli Sancti Luarentii in Lucina, S[tephanus] tituli Sanctae Mariae trans Tyberim, presbyteri; R[aynerius] Sanctae Mariae in Cosmedin, E[gidius] Sanctorum Cosmae et Damiani, O[tho] Sancti Nicholai in carcere Tulliano, diaconi; sanctae Ecclesiae Romanae Cardinales.
El cardenal Oddone di Monferrato estuvo presente en Anagni y firmó la carta; había sido liberado por el emperador en agosto de 1242. El cardenal Romano Bonaventura no firmó; había fallecido el 21 de febrero de 1243. Los nombres de estos siete cardenales muestran quiénes habían abandonado Roma para entonces, y que la balanza se estaba inclinando entre el partido imperial (gibelinos), liderado por los Colonna, y la oposición, liderada por los Orsini. 
Los «quizás seis, quizás siete» cardenales que quedaron en Roma inmediatamente después de la muerte de Celestino IV no representaban a ningún partido, sino simplemente a aquellos que aún no habían decidido qué hacer. Si a estos siete cardenales nombrados se suma Jacobus de Pecorara, quien se encontraba bajo custodia del emperador, entonces solo quedaba un cardenal ausente en Anagni: Ricardo Aníbal.
En febrero de 1243, el emperador Federico ordenó el reclutamiento de su ejército para el 1 de abril. Se encontró con el ejército en Capua y, en mayo, se dirigió al norte, hacia Roma, donde comenzó a atacar y destruir castelli, causando la mayor destrucción posible. Los dos cardenales que aún se encontraban en Roma huyeron a Anagni, y ahora que ocho de ellos estaban reunidos, solicitaron al emperador, quien accedió a su petición de regresar a su reino. Federico liberó entonces al cardenal Jacobus de Pecorara, a quien mantenía prisionero desde su captura en la batalla de Giglio en mayo de 1241.
Sin embargo, al ser complaciente, el rey Federico esperaba que los cardenales cooperaran y produjeran un papa. Sin embargo, se negaron a iniciar un cónclave. Federico mostró su ira lanzando su ejército contra Roma. Los romanos se quejaron de que el fracaso en la elección de un papa después de tantos meses no era culpa suya, sino de los cardenales obstinados y pendencieros, que se encontraban escondidos. Federico, pues, redirigió su ejército hacia las propiedades de los cardenales y de la Iglesia.

## Cardenales
Nicolás de Curbio, biógrafo de Gregorio IX e Inocencio IV, afirma que transcurrió un año, seis meses y seis días antes de que los cardenales finalmente se reunieran para una elección en la Catedral de Anagni. Eso sería el 16 de mayo de 1243. Había nueve cardenales vivos.

## Elección de 1243
El 21 de febrero de 1243 murió Romano Buenaventura, cardenal obispo de Oporto (1236-1243). El número de cardenales se redujo a nueve. Se necesitaban seis cardenales para producir una elección canónica.
Los cardenales finalmente se reunieron en la catedral de Anagni alrededor del 16 de mayo de 1243, si Nicolás de Curbio está en lo cierto. A pesar de las vicisitudes que habían sufrido desde la muerte de Gregorio IX y la devastación del ejército del emperador Federico, los cardenales tardaron más de cinco semanas en elegir un papa. 
No se sabe nada de las deliberaciones durante ese período, excepto que eligieron al cardenal Sinibaldo Fieschi de Génova, pariente de los condes de Lavania, como papa Inocencio IV el 25 de junio de 1243 (Nicolás de Curbio) o en la festividad de San Juan Bautista, el 24 de junio (Mateo de París). En el momento de la elección, el emperador Federico se encontraba en Melfi, donde, al enterarse de la noticia, ordenó que se cantara el Te Deum en todo su reino.
El Papa Inocencio IV fue consagrado y coronado el domingo siguiente a la festividad de San Juan Bautista, el 28 de junio. No hay testimonio específico, pero el derecho a consagrar al Papa pertenecía al obispo de Ostia, Raynaldus dei Conti; y el derecho a coronarlo pertenecía al cardenal-diácono mayor ( prior diaconum ), el cisterciense Rainerius (Capocci).